# Ornella Palla
Ornella Palla (født 30. marts 1990) er en håndboldspiller fra Uruguay. Hun spiller på Uruguays håndboldlandshold, og deltog under VM 2011 i Brasilien.